# Струја западних ветрова
Струја западних ветрова (или Антарктичка циркумполарна струја) је хладна морска струја која се креће око Антарктика на 60° до 35° јгш уносећи хладне воде у Атлантик, Тихи и Индијски океан. Захвата ширину од око 2000 километара, док јој дубина варира од 2000—4000 метара. температура варира од 2—12° С, а салинитет се креће у границама од око 35 промила.
Ова струја у Атлантику храни воде Бенгуелске струје, а у Индијском океану утиче у Западноаустралијску струју, док у Пацифик доноси хладне воде Хумболтове струје.